# Tichosina plicata
Tichosina plicata är en armfotingsart som beskrevs av Cooper 1977. Tichosina plicata ingår i släktet Tichosina och familjen Terebratulidae. Inga underarter finns listade i Catalogue of Life.